# Proformica kobachidzei
Proformica kobachidzei är en myrart som beskrevs av Arnol'di 1968. Proformica kobachidzei ingår i släktet Proformica och familjen myror. Inga underarter finns listade i Catalogue of Life.